# Templo de Saratoga Springs, Utah
El templo de Saratoga Springs, Utah es uno de los templos construidos y operados por la Iglesia de Jesucristo de los Santos de los Últimos Días, el quinto templo SUD construido en el Condado de Utah y el número 18 en operaciones en el estado de Utah. El templo se encuentra ubicado en la colonia de Beacon Pointe en el extremo noroeste de una comunidad de reciente instalación, Saratoga Springs.

## Anuncio
La construcción del templo de Saratoga Springs fue anunciado por el entonces presidente de la iglesia SUD Thomas S. Monson durante la conferencia general de la iglesia el 2 de abril de 2017 junto a otros cuatro templos a nivel mundial. Dos años posterior al anuncio, el 7 de mayo de 2019 la iglesia publicó una versión oficial del diseño del Templo de Saratoga Springs junto con el anuncio de la ceremonia de la primera palada. Los planes preliminares para la construcción del nuevo templo fueron presentados al liderazgo de la ciudad. La documentación presentados incluían planes para los espacios abiertos del terreno, que incluyen los jardines, el estacionamiento, servicios públicos y de transporte.

## Construcción
La ceremonia de la primera palada para el templo en Saratoga Springs tuvo lugar el 19 de octubre de 2019 presidida por Craig C. Christensen a la que asisitieron unas 1500 personas, entre ellos líderes y fieles locales. El diseño del Templo es de tres pisos con unos 87 000 pies cuadrados (8082,6 m²) de construcción y cuenta con cuatro salones para ordenanzas SUD y seis salones de sellamientos matrimoniales así como la característica pila bautismal. El templo lo acompaña un centro de reuniones de 21 000 pies cuadrados (1951,0 m²) en un terreno de 22,7 acres (9,2 ha).
Para el 21 de abril de 2021 el revestimiento del templo cubría todo el edificio hasta el marco del pináculo. La torre central del frente del templo luce con ventanas ubicadas directamente sobre el salón celestial proyectando luz natural. Las tradicionales palabras que decoran las entradas de todos los templos SUD ya se habían inscrito para fines de marzo de 2021: "Santidad al Señor. La Casa del Señor". En la parte superior se ha colocado una aguja cónica con diseño que sostiene una figura hecha de fibra de vidrio del ángel Moroni.